# Заозерье (Усть-Качкинское сельское поселение)
Заозерье — деревня в Пермском районе Пермского края. Входит в состав Усть-Качкинского сельского поселения.

## Географическое положение
Расположена примерно в 11 км к юго-западу от административного центра поселения, села Усть-Качка.

## Население
| 2010 |
| ---- |
| 43   |

## Улицы
- Горская ул.
- Заозерская ул.
- Тихий пер.
- Шиловский пер.
- Южная ул.

## Топографические карты
- Лист карты O-40-76 Юго-камский. Масштаб: 1 : 100 000. Состояние местности на 1983 год. Издание 1984 г.